# 川村禎彦
川村 禎彦（かわむら よしひこ、1958年5月24日 - 2024年8月10日）は、日本中央競馬会（JRA）・栗東トレーニングセンターの元騎手、調教師。大阪府出身。

## 来歴
1976年に騎手候補生として長浜彦三郎厩舎に入門し、1978年3月に同厩舎から騎手としてデビューする。1984年7月からフリーとなり1986年4月に吉永猛厩舎所属になる。主に障害レースを中心に騎乗し、1983年に12勝して優秀障害騎手賞を受賞。1984年にはポットヒーローで京都大障害(春)を勝っている。1987年6月に引退。7月から吉永猛厩舎の調教助手に転向した。
1995年にJRA調教師免許試験に合格し、1996年に栗東トレセンで厩舎を開業する。2000年10月9日に金沢競馬場で行われた白山大賞典でタマモストロングが勝利し重賞初制覇。
2007年4月7日に中山競馬場で行われたニュージーランドトロフィーでトーホウレーサーが勝利しJRA重賞初制覇。2009年8月8日の小倉3Rで勝利しJRA通算200勝を達成。
2015年12月6日に中京競馬第1競走で勝利しJRA通算300勝、2022年1月10日の中京競馬第2競走で勝利しJRA通算400勝を達成した。
2024年8月10日、病気のため、死去した。66歳没。川村は生前にファンに向けてのメッセージを残しており、日本調教師会により没後となる同月15日に公表された。それによれば、闘病と体調不良により近く調教師を勇退する意向であったという。川村厩舎の管理馬35頭は同月14日付で馬房の臨時貸付を受けた庄野靖志厩舎に転厩となった。

## 騎手成績
|      | 1着 | 2着 | 3着 | 騎乗数 | 勝率 | 連対率 |
| ---- | --- | --- | --- | ------ | ---- | ------ |
| 平地 | 6   | 13  | 9   | 84     | .071 | .226   |
| 障害 | 42  | 40  | 48  | 355    | .118 | .228   |
| 計   | 48  | 53  | 57  | 439    | .112 | .235   |

|            | 日付          | 競馬場・開催    | 競走名                  | 馬名           | 頭数 | 人気 | 着順 |
| ---------- | ------------- | --------------- | ----------------------- | -------------- | ---- | ---- | ---- |
| 初騎乗     | 1978年3月4日  | 1回阪神3日1R    | 4歳以上200万下          | リソプレイター | 12頭 | 10   | 12着 |
| 初勝利     | 1978年7月1日  | 2回中京5日5R    | 4歳以上アラブ系オープン | ヤマサンツバメ | 7頭  | 4    | 1着  |
| 重賞初騎乗 | 1979年12月2日 | 4回中京4日目10R | アラブ大賞典            | ボールドバナア | 14頭 | 4    | 5着  |
| 重賞初勝利 | 1984年5月5日  | 3回京都5日目9R  | 京都大障害(春)          | ポットヒーロー | 10頭 | 4    | 1着  |

## 調教師成績

### 概要
|            | 日付           | 競馬場・開催  | 競走名               | 馬名               | 頭数 | 人気 | 着順 |
| ---------- | -------------- | ------------- | -------------------- | ------------------ | ---- | ---- | ---- |
| 初出走     | 1996年11月30日 | 5回阪神1日1R  | 3歳未勝利            | ヴェロシュペード   | 10頭 | 3    | 6着  |
| 初勝利     | 1997年2月15日  | 1回小倉7日1R  | 4歳未勝利            | ランタナワン       | 11頭 | 2    | 1着  |
| 重賞初出走 | 1996年12月8日  | 3回中京6日11R | 愛知杯               | ゼニスブルー       | 16頭 | 13   | 10着 |
| 重賞初勝利 | 2000年10月9日  | 14回金沢5日9R | 白山大賞典           | タマモストロング   | 12頭 | 1    | 1着  |
| GI初出走   | 2000年4月15日  | 3回中山7日11R | 中山グランドジャンプ | シャンパンファイト | 16頭 | 16   | 14着 |

## 主な管理馬
- タマモストロング（2000年白山大賞典、さくらんぼ記念）
- スナークレイアース（2002年白山大賞典、2004年マーキュリーカップ）
- トーホウレーサー（2007年ニュージーランドトロフィー）
- アスカノロマン（2016年東海ステークス、平安ステークス）
- ブルーサン　(2024年雲取賞)

## 主な厩舎所属者
- 三津谷隼人（2021年- 騎手、調教助手）